# Peliosanthes reflexa
Peliosanthes reflexa är en sparrisväxtart som beskrevs av Minoru N. Tamura och Ogisu. Peliosanthes reflexa ingår i släktet Peliosanthes och familjen sparrisväxter. Inga underarter finns listade i Catalogue of Life.